# رقاص (مرض)
الرُقاص أو الزَّفَن أو الرَقَص (بالإنجليزية: Chorea  وأحيانا تكتب choreia) هو اضطراب حركي غير طبيعي لا إرادي. وهو أحد الاضطرابات العصبية التي تسمى خلل الحركة. الرقاص النصفي هو أحد أنواع الرقاص لكنه يكون على جانب واحد وهو مرادف للزفن الشقي.

## تظاهر الحالة
يتميز الرقاص بحركات قصيرة وشبه موجهة وغير منتظمة، ولا تكون متكررة أو إيقاعية، ولكن تظهر بشكل متدفق من عضلة إلى أخرى. غالبًا ما تحدث حركات الرقاص «الشبيهة بالرقص» مع الكنع، مما يضيف حركات ملتوية ومتقلبة. قد يصبح المشي صعبًا، وطرق وقوف غريبة وحركات في الساق. على عكس الرنح، الذي يؤثر على جودة الحركات الإرادية، أو مرض باركنسون، الذي يعيق الحركات الإرادية، تحدث حركات الرقاص ثنائية الجانب والنصفية من تلقاء نفسها، بدون جهد واعي. وهكذا، يُعرف الرقاص بأنه اضطراب حركي مفرط الحركة. عندما يكون الرقاص خطيرًا، فإن الحركات الطفيفة ستصبح حركات خاطفة؛ يشار إلى هذا النوع من الرقص الحاد باسم الحركات الرقاصية النصفية.

## الأسباب

### مرض هنتنغتون
مرض هنتنغتون هو مرض تنكسي عصبي وهو السبب الوراثي الأكثر شيوعًا للرقاص. كانت هذه الحالة تسمى سابقًا رقص هنتنغتون ولكن أُعيد تسميتها بسبب السمات غير الروتينية المهمة الأخرى بما في ذلك التدهور المعرفي والتغير السلوكي.

### أسباب وراثية أخرى
الأسباب الجينية الأخرى للرقص نادرة. وتشمل متلازمة هنتنغتون التقليدية أو المتلازمات الظاهرية، والتي تسمى متلازمة هنتنغتون الشبيهة بداء هنتنغتون أنماط 1 و2 و3؛ ومرض البريون الوراثي، والرنح المخيخي الشوكي من النوع 1 و3 و17، وكثرة الخلايا العصبية الشوكية، وضمور الأسنان الشاحبة السني (DRPLA)، واضطرابات تراكم الحديد في الدماغ، ومرض ويلسون، والرقص الوراثي الحميد، ورنح فريدريك، والأمراض المتقدرية ومتلازمة ريت.

### الأسباب المكتسبة
الأسباب المكتسبة الأكثر شيوعًا للرقص هي أمراض الأوعية الدموية الدماغية، وعدوى فيروس العوز المناعي البشري في العالم النامي عادةً من خلال ارتباطه بمرض داء المستخفيات.
يحدث رقص سيدنهام كمضاعفات لعدوى المكورات العقدية. 20% من الأطفال والمراهقين المصابين بالحمى الروماتيزمية يصابون برقص سيدنهام كمضاعفات. وهو نادر بشكل متزايد، وقد يحدث جزئيًا بسبب البنسلين، و/أو الانخفاض الطبيعي في البكتيريا (العقدية) التي نشأت منها. قد تسبق الأعراض النفسية هذا الرقص المكتسب أو تصاحبها وقد تنتكس وتتراجع. الطيف الأوسع من الاضطرابات العصبية والنفسية المناعية للأطفال المرتبطة بعدوى المكورات العقدية قد تسبب رقصًا ويشار إليها مجتمعة باسم PANDAS.
يشير الرقص الحملي إلى الأعراض الروتينية التي تحدث أثناء الحمل. إذا تُرك المرض دون علاج، فإنه يُشفى في 30% من المرضى قبل الولادة، لكنه يستمر في 70% أخرى. ثم تختفي الأعراض تدريجيًا في الأيام القليلة التالية بعد الولادة.
قد يحدث الرقص أيضًا بسبب الأدوية (عادةً الليفودوبا ومضادات الاختلاج ومضادات الذهان).
تشمل الأسباب المكتسبة الأخرى تسرب السائل الدماغي النخاعي، والذئبة الحمامية الجهازية، ومتلازمة أضداد الشحوم الفوسفورية، واعتلال غاما أحادي النسيلة خفيف سلسلة كابا ذو الأهمية غير المحددة، التسمم الدرقي، كثرة الحمر الحمراء، اعتلالات الدماغ الإسفنجية المعدية والداء المعوي الالتهابي.

## العلاج
لا يوجد علاج نموذجي للرقاص. يعتمد العلاج على نوع الرقص والمرض المصاحب له. على الرغم من وجود العديد من الأدوية التي يمكنها السيطرة عليه، لكن لم يُحدد علاج حتى الآن.

## تاريخيًا
تاريخيًا، كانت تسمى أمراض الرقاص مثل داء هنتنغتون ورقص سيدنهام رقصة سانت فيتوس. ارتبطت هذه الرقصة بسلسلة من الظواهر الاجتماعية التي تحمل الاسم نفسه.